# 1. deild karla 1983
Mùa giải 1983 của 1. deild karla là mùa giải thứ 29 của bóng đá hạng hai ở Iceland.

## Bảng xếp hạng
| Vị thứ | Đội       | Số trận | Thắng | Hòa | Thua | Bàn thắng | Bàn thua | Hiệu số | Điểm | Ghi chú                     |
| ------ | --------- | ------- | ----- | --- | ---- | --------- | -------- | ------- | ---- | --------------------------- |
| 1      | Fram      | 18      | 10    | 6   | 2    | 33        | 18       | +15     | 26   | Thăng hạng Úrvalsdeild 1984 |
| 2      | KA        | 18      | 10    | 5   | 3    | 31        | 21       | +10     | 25   | Thăng hạng Úrvalsdeild 1984 |
| 3      | FH        | 18      | 6     | 8   | 4    | 28        | 23       | +5      | 20   |                             |
| 4      | Víðir     | 18      | 7     | 6   | 5    | 14        | 12       | +2      | 20   |                             |
| 5      | Völsungur | 18      | 7     | 3   | 8    | 19        | 18       | +1      | 17   |                             |
| 6      | Njarðvík  | 18      | 7     | 3   | 8    | 18        | 18       | 0       | 17   |                             |
| 7      | KS        | 18      | 5     | 7   | 6    | 16        | 18       | -2      | 17   |                             |
| 8      | Einherji  | 18      | 5     | 7   | 6    | 17        | 21       | -4      | 17   |                             |
| 9      | Fylkir    | 18      | 3     | 5   | 10   | 15        | 25       | -10     | 11   | Xuống hạng 2. deild 1984    |
| 10     | Reynir S. | 18      | 1     | 8   | 9    | 9         | 26       | -17     | 10   | Xuống hạng 2. deild 1984    |

## Danh sách ghi bàn
| Cầu thủ            | Số bàn thắng | Đội bóng  |
| ------------------ | ------------ | --------- |
| Guðmundur Torfason | 11           | Fram      |
| Hinrik Þórhallsson | 10           | KA        |
| Pálmi Jónsson      | 9            | FH        |
| Gunnar Gíslason    | 8            | KA        |
| Jónas Hallgrímsson | 8            | Völsungur |